# Tropidotilla litoralis
Tropidotilla litoralis is een vliesvleugelig insect uit de familie van de mierwespen (Mutillidae). De wetenschappelijke naam van de soort is voor het eerst geldig gepubliceerd in 1787 door Petagna.